# Justicia mediocris
Justicia mediocris är en akantusväxtart som beskrevs av Raymond Benoist. Justicia mediocris ingår i släktet Justicia och familjen akantusväxter. Inga underarter finns listade i Catalogue of Life.